# Cantón de Pauillac
El cantón de Pauillac era una división administrativa francesa, que estaba situada en el departamento de Gironda y la región de Aquitania.

## Composición
El cantón estaba formado por siete comunas:
- Cissac-Médoc
- Pauillac
- Saint-Estèphe
- Saint-Julien-Beychevelle
- Saint-Sauveur
- Saint-Seurin-de-Cadourne
- Vertheuil

## Supresión del cantón de Pauillac
En aplicación del Decreto n.º 2014-192 de 20 de febrero de 2014, el cantón de Pauillac fue suprimido el 22 de marzo de 2015 y sus 7 comunas pasaron a formar parte del nuevo cantón de Norte de Médoc.